# 産業機械
産業機械（さんぎょうきかい）は、機械の一種であり、化学工業、建設業などを含む産業現場で、人にとって苦痛、困難、不可能な作業を補助、代行するもの。産機（さんき）と略される。

## 産業機械の定義について
産業機械は、工場や事業所において使われている機械全般のことを指している。具体的には建設機械、農業機械、工作機械、木工機械なども含まれる。

### 法律上の定義
産業機械のなかには、車両の形態をしているものもあり、これらを総称して「産業車両」と称する。これらのなかには、道路運送車両法、道路交通法にいう軽車両、小型特殊自動車、大型特殊自動車にあたるものもある。
日本産業機械工業会の定義では、鉱山機械、化学機械、環境装置、動力伝導装置、タンク、業務用洗濯機、ボイラ・原動機、プラスチック機械、風水力機械、運搬機械、製鉄機械等のことをいう。

## 特徴
自走するものから固定のものまで様々な形態の産業機械がある。上記のように産業機械とは機械全般を指す言葉であるのでどれが産業機械かは把握できない。

## 資格
- 産業車両整備技能士

## 産業機械メーカー

### 日本の産業機械メーカー
- 荏原製作所
- 伊藤産機（いとうさんき）
- UBEマシナリー
- コマツユーティリティ
- クボタ
- 大井産業機械
- 北進産業機械
- 豊田自動織機
- 住友ナコ フォークリフト
- 三菱ロジスネクスト
- 栗本鐵工所
- コレック
- ユニキャリア
- 三菱重工業
- 住友重機械工業
- 日立製作所
- 日立造船
- 芝浦機械
- 相澤鐵工所
- 三井精機工業
- 日清紡メカトロニクス
- オークマ
- DMG森精機
- 小松製作所
- KYB → カヤバシステムマシナリー
- 東和
- ヤンマー（ヤンマーホールディングス）
- 宇都宮精機
- アラインテック
- フリージア・マクロス
- 田村機械製作所
- IHI
- FUJI
- ヤマザキマザック